# 孫洙 (北宋)
孫洙（?—?），字巨源，廣陵人，「博聞強識，明練典故，道古今事甚有條理」，二十歲以前即擢為進士。受當時的朝官，如包拯、歐陽修、吳奎、韓琦賞識，韓琦亟稱「今之賈誼」。初舉應制科，再遷集賢校理、主管太常理院。

## 生平
在宋英宗（治平中，在1064年-1067年之間）時，應詔疏時弊十七事，之後多有施行，同時也兼管諫院，並希望朝廷增設諫員以廣進言之路。而當時其做法會將章奏稿焚毁，即便親近的子弟亦不可得聞。
王安石變法時，減裁諫官御史，孫洙知不可，卻無能有所言，便亟請外調，而遷為海州知州。
後來官遷三班院時，大力整治這個「功罪籍不明...吏左右出入，公為欺奸」的過萬人的機構。
在宋神宗熙寧十年（1077年），因大雨導致河洛附近大水泛濫，神宗元豐（1078年-1085年）初，澶州河災平定，作靈津廟，詔洙作碑文，神宗大大誇獎其文，擢升翰林學士，不久即因病而卒，年四十九。

## 評論
- 宋史評論其人：「洙博聞強識，明練典故，道古今事甚有條理。出語皆成章，雖對親狎者，未嚐發一鄙語。文詞典麗，有西漢之風。士大夫共以丞輔期之，不幸早世，一時憫傷焉。」[1]

## 著作
《褒恤雜錄》三卷、《晉宋齊梁彈文》四卷、《褒題集》三十卷、《張氏詩傳》一卷